# 791 a.C.

## Eventos
- 24 de abril - Eclipse solar parcial, durante o Festival de Pentecostes. De acordo com James Ussher, este eclipse, o eclipse ocorrido em 8 de novembro de 780 a.C., durante a Festa dos Tabernáculos e o eclipse ocorrido em 5 de maio de 779 a.C., durante a Festa dos pães ázimos, são o cumprimento da profecia do profeta Amós, Amós 8:8–10. Ainda de acordo com Ussher, Tales de Mileto considerava Amós como o primeiro que previu eclipses solares.[1]